# Jan-Christoph Oetjen
Jan-Christoph Oetjen (nascido em 21 de fevereiro de 1978 em Rotenburg an der Wümme) é um político alemão do Partido Democrático Livre.

## Carreira política
Em outubro de 2018, Oetjen foi eleito candidato às eleições europeias de 2019. Desde então, ele é vice-presidente da Comissão de Transportes e Turismo. Para além das suas atribuições nas comissões, faz parte da delegação do Parlamento à Assembleia Parlamentar Paritária ACP-UE. Ele também é membro do Intergrupo do Parlamento Europeu sobre Mares, Rios, Ilhas e Áreas Costeiras.

## Vida pessoal
Oetjen é casado com uma francesa. O casal tem duas filhas.